# Batalla de la Selva Litana
La batalla de la Selva Litana (o Clades Postumia, «desastre de Postumio») fue un enfrentamiento militar librado en 216 a. C., durante el contexto de la segunda guerra púnica, al noroeste de Ariminum (Rímini) en que los celtas boyos emboscaron y destruyeron a unas legiones romanas lideradas por el cónsul sufecto Lucio Postumio Albino, quien murió en el combate. 

## Antecedentes
Una guerra de tres años entre la República romana y los pueblos celtas que vivían en el valle del río Po tuvo su punto de inflexión en la batalla de Telamón. Sin embargo, el sometimiento fue efímero porque la llegada de Aníbal Barca significó una nueva insurrección de los locales.
En 216 a. C. fueron elegidos cónsules Lucio Emilio Paulo y Cayo Terencio Varrón quienes marcharon a enfrentar a Aníbal, dejándose como cónsul sufecto al pretor Lucio Postumio Albino, quien había celebrado un triunfo doce años antes por vencer a los ilirios y estaba en la Galia Cisalpina. Sus órdenes eran castigar a los celtas de la Cisalpina por su apoyo al púnico, devolviéndoles al orden con una legión inicialmente.
Las principales tribus de la región eran los boyos, ínsubrios y senones.

## Batalla
Los romanos llegaron a una selva llamada por los celtas Litana, que el cónsul decidió atravesar con sus fuerzas. Sus fuerzas contaban con dos legiones y los aliados reclutados en la costa italiana del mar Adriático, alcanzando los 25.000 efectivos. En esa época, anualmente los romanos solían reclutar cuatro legiones entre sus ciudadanos, cada una formada por cuatro mil infantes y doscientos jinetes. Cada cónsul quedaba al mando de un par. Las legiones involucradas serían las XVIII y XIX, reclutadas de emergencia durante aquel año.
Los boyos se habían apostado en las afueras del bosque. En cuanto entraron las legiones por el camino que lo atravesaba cortaron los grandes árboles a ambos lados, dejándolos caer sobre todo el ejército, sus carromatos y bestias de carga. Muchos murieron aplastados por los troncos o ensartados por las ramas y los supervivientes fueron masacrados en el subsecuente ataque celta. Apenas una decena logró escapar. Muy pocos fueron tomados prisioneros, cuando los que seguían vivos trataron de cruzar un pequeño puente cercano pero aquel ya estaba en manos enemigas.

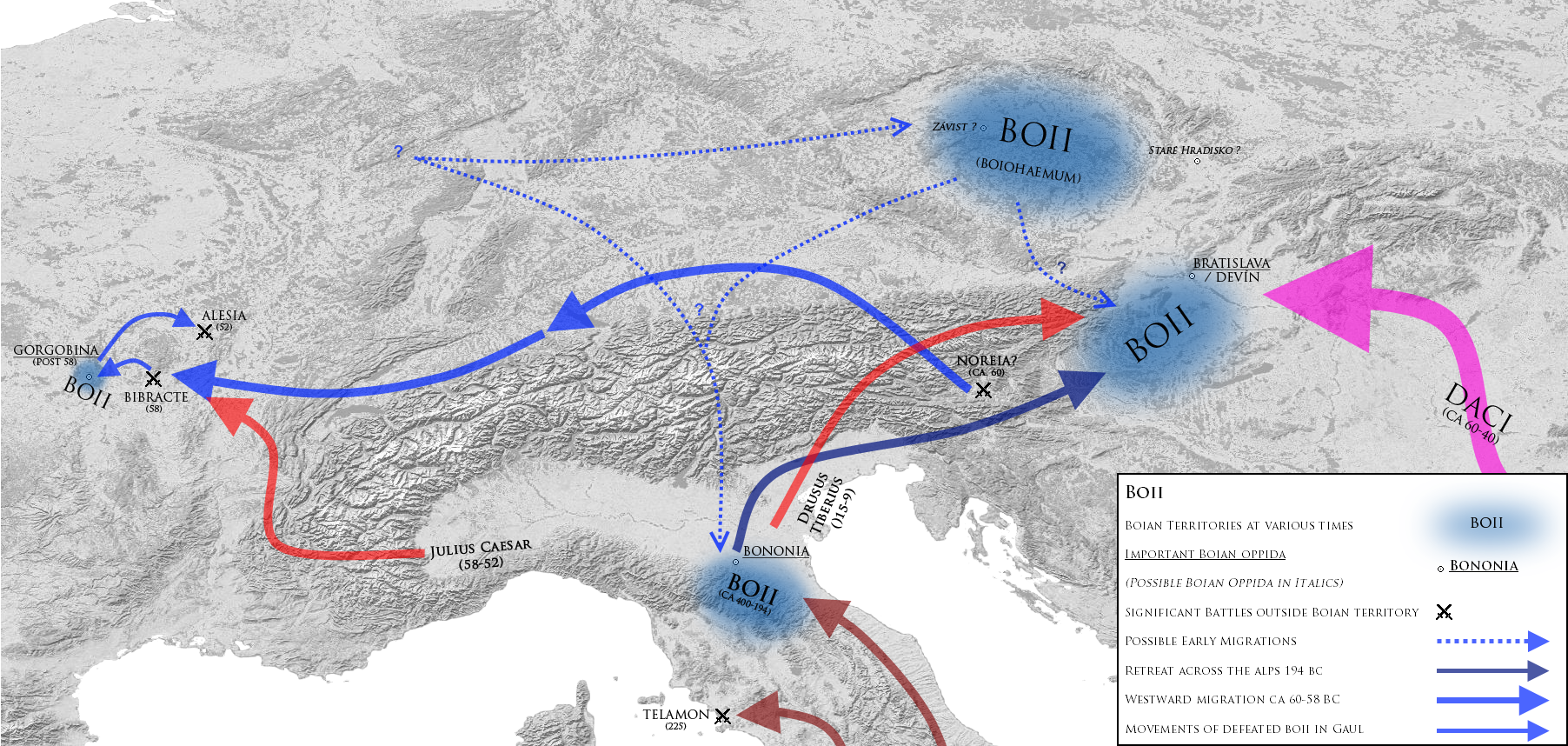
Migración de los boyos (en azul). Se establecieron en el norte italiano hacia el 400 a. C., viviendo ahí hasta su expulsión por los romanos en 194 a. C.. A mediados del fueron conquistados por los dacios (rosado).

En ese momento murió el cónsul, tratando de evitar ser capturado, un boyo le quitó las riquezas y la cabeza a su cadáver, que fueron llevadas en señal de triunfo a sus templos. Según sus costumbres, su cráneo fue limpiado y cubierto con oro para servir de copa en celebraciones y ritos religiosos. Las armas y posesiones de los vencidos fueron un enorme botín para los boyos, debiendo recogerlas a lo largo de toda la línea de la columna romana, sin embargo, la mayoría de los animales murieron aplastados.

## Consecuencias
Finalmente, las noticias del desastre de Postumio llegaron al Senado la gente afligida y temerosa, cerró sus tiendas y Roma adquirió un aire de soledad que llevó al Senado a ordenar a los ediles recorrer sus calles y ordenar la reapertura de las tiendas para aparentar normalidad.
Las noticias llegaron poco después de la derrota de Cannas, por lo que la República se negó a realizar nuevas campañas contra los celtas por la amenaza de Aníbal. Por su parte, los galos permanecieron pasivos hasta 207 a. C., lo que permitió a las colonias romanas de Placentia y Cremona recibir una cuota anual de suministros desde Roma, incluso en 209 a. C., cuando 18 de las 30 colonias romanas no pudieron enviar la cuota solicitada de soldados o dinero.
Habría que esperar hasta 197 a. C. para que las legiones volvieran a centrarse en la Cisalpina, cuando el cónsul Cayo Cornelio Cetego derrotó a los ínsubrios. Nuevas campañas siguieron contra estos y los boyos. Finalmente, los romanos someterían a los ínsubrios, colonizarían la región y expulsarían a los boyos a la cuenca del Danubio, a las tierras de los tauriscos. Posteriormente, los dacios de Burebista acabarían conquistando a los celtas.